# 현무-2C
현무-2C는 대한민국의 지대지 탄도 미사일이다. 한국형 퍼싱-2이다.

## 역사
2012년 10월 5일, 한미 미사일 지침 2차 개정으로 사거리 800 km, 탄두중량 500 kg 미사일 개발이 가능해졌다. 
2015년 6월 3일, 국방부 산하 국방과학연구소(ADD)는 안흥종합시험장에서 사거리 800 km인 현무-2C 단거리 탄도 미사일 시험발사에 성공했다.
사거리 800km의 탄도미사일 현무-2C는 2016년까지 개발을 완료하고, 2017년 실전배치할 예정이다.
2017년 6월 23일, 처음으로 발사 동영상이 공개되었다.
2017년 9월 28일, 국방부는 28일 경기도 평택 해군 제2함대사령부에서 열린 제69주년 국군의 날 기념식에서 현무-2C를 선보였다. 최초로 현무-2C를 행사에 공개했다. 최초로 국군의 날 기념식을 해군 기지에서 개최했다.

## 비교
현무-2A는 퍼싱-1과 매우 닮았고, 현무-2C는 퍼싱-2와 매우 닮았다. 현무-2C의 제원은 국방부가 발표한 적이 없지만, 발사 동영상을 발표했고, 트럭의 길이, 타이어의 크기 등을 비교해서 분석한 추정치들이 인터넷에 올라와 있을 뿐이다. 미사일 탄두부에 카나드가 장착되었다. 정확도가 매우 높아졌다는 의미이다. 퍼싱-2의 사거리는 러시아 정보당국의 평가가 2500 km이며, 미국이 공식적으로 발표한 사거리는 1770 km이다.
현무-2C의 사거리를 2500 km라고 가정할 경우, 북한은 당연히 모두 사거리내에 들어오고, 일본과 중국의 거의 전역을 커버한다. 러시아 극동 핵폭격기 기지는 서울에서 북쪽으로 1500 km 떨어진 우크라인카 공군기지로서, 동해에 자주 나타나 한국 공군 전투기가 긴급발진하는데, 이런 곳도 다 사거리에 들어온다.
중국의 DF-21C가 현무-2C와 매우 외양이 비슷한데, 훨씬 대형이다.
| 비교     | 현무-2C         | 퍼싱-2                   | DF-16           | DF-21C          |
| 길이     | 9-10 m(추정)    | 10.6 m                   | 9-10 m(추정)    | 10.7 m          |
| 직경     | 0.9-1.X m(추정) | 1 m                      | 1.2 m           | 1.4 m           |
| 무게     | 미확인          | 7.462 톤                 | 미확인          | 14.7 톤         |
| 1단      | 고체연료        | 고체연료, 추력 17톤      | 고체연료        | 고체연료        |
| 2단      | 고체연료        | 고체연료, 추력 13톤      | 고체연료        | 고체연료        |
| 탄두     | 500 kg, 재래식  | 400 kg, 80 kt W85 핵탄두 | 1500 kg, 재래식 | 2000 kg, 재래식 |
| 사거리   | 800-2,500 km    | 2,500 km                 | 800-1200 km     | 1550-2,700 km   |
| CEP      | 10 m            | 30 m                     | 10 m            | 50 m            |
| 발사차량 | 10 X 10 TEL     | 10 X 10 TEL              | 10 X 10 TEL     | 10 X 10 TEL     |

## 같이 보기
- 현무-2